# Jiří Holeček
Jiří Holeček (ur. 18 marca 1944 w Pradze) – czechosłowacki hokeista grający na pozycji bramkarza, reprezentant kraju, olimpijczyk, trener.
Jeden z najlepszych bramkarzy w historii hokeja na lodzie. Reprezentował barwy: Tatry Smichov, Bohemians Praga, Slavii Praga, HC Košice, Sparty Praga, EHC Monachium oraz EHC Essen. Z reprezentacją Czechosłowacji dwukrotnie uczestniczył w zimowych igrzyskach olimpijskich (1972 – brązowy medal, 1976 – srebrny medal) oraz 10-krotnie uczestniczył w mistrzostwach świata (trzykrotne mistrzostwo świata, 5-krotne wicemistrzostwo świata oraz brązowy medal) oraz 2. miejsce w Canada Cup 1976.
Jiří Holeček w trakcie kariery sportowej zyskał pseudonim Fakír.
Był także nagradzany indywidualnie: 5-krotnie wybierany do Drużyny Gwiazd mistrzostw świata, 5-krotnie wybierany najlepszym bramkarzem mistrzostw świata, zdobywca Złotego Kija – nagrody dla najlepszego czechosłowackiego zawodnika roku, członek Galerii Sławy IIHF (1998), członek Galerii Sławy czeskiego Hokeja na Lodzie (2008).
Był także trenerem bramkarzy reprezentacji Czechosłowacji U-18. 

## Kariera
Jiří Holeček urodził się w Pradze, na terenie ówczesnego Protektoratu Czech i Moraw. Karierę sportową rozpoczął w 1956 roku w juniorach Tatry Smichov, w których grał do 1957 roku. Następnie w latach 1957–1958 reprezentował barwy juniorów Bohemians Praga, po czym w 1958 roku rozpoczął karierę profesjonalną w Slavii Praga, w której grał do 1963 roku. Następnie w latach 1963–1973 reprezentował barwy VSŽ Košice, a w latach 1973–1978 był zawodnikiem Sparty Praga, w barwach której w sezonie 1973/1974 zdobył wicemistrzostwo Czechosłowacji, w 1974 roku zdobył Złotego Kija oraz w sezonie 1976/1977 zajął 3. miejsce w ekstralidze czechosłowackiej. Łącznie w klubie rozegrał 195 meczów ligowych, natomiast w ekstralidze czechosłowackiej łącznie rozegrał 488 meczów.
Następnie wyjechał do RFN, gdzie reprezentował barwy klubów 2. Bundesligi: EHC Monachium (1978–1980 – 82 mecze) oraz EHC Essen, w którym po sezonie 1980/1981, w którym rozegrał 44 mecze ligowe, zakończył karierę sportową.

## Kariera reprezentacyjna
Jiří Holeček w latach 1966–1978 w reprezentacji Czechosłowacji rozegrał 161 meczów. Debiut zaliczył 19 listopada 1966 roku w Czeskich Budziejowicach w wygranym 11:4 meczu towarzyskim z reprezentacją NRD. Dwukrotnie uczestniczył w zimowych igrzyskach olimpijskich: na turnieju olimpijskim 1972 w Sapporo zdobył brązowy medal, natomiast na turnieju olimpijskim 1976 w Innsbrucku zdobył wicemistrzostwo olimpijskie, a także 10-krotnie w mistrzostwach świata (1966 – wicemistrzostwo świata oraz dubler Vladimíra Dzurilli, 1967, 1971 – wicemistrzostwo świata, 1972 – mistrzostwo świata, 1973 – 3. miejsce, 1974 – wicemistrzostwo świata, 1975 – wicemistrzostwo świata, 1976 – mistrzostwo świata, 1977 – mistrzostwo świata, 1978 – wicemistrzostwo świata). Na tych turniejach był również nagradzany indywidualnie: 5-krotnie najlepszy bramkarz (1971, 1973, 1975, 1976, 1978), a także 5-krotnie wybierany do Drużyny Gwiazd (1971, 1973, 1975, 1976, 1978). 
Zdobył także 2. miejsce w Canada Cup 1976 (dubler Vladimíra Dzurilli). Ostatni mecz w reprezentacji Czechosłowacji rozegrał 9 kwietnia 1978 roku na Sportovní hala w Pradze w przegranym 3:1 meczu z reprezentacją ZSRR, ostatnim meczu mistrzostw świata 1978 w Czechosłowacji. Po turnieju zakończył karierę reprezentacyjną.

## Kariera trenerska
Jiří Holeček w latach 1986–1987 był trenerem bramkarzy reprezentacji Czechosłowacji U-18 w sztabie selekcjonera, Pavola Sirotaka podczas mistrzostw Europy U-18 1987 w Finlandii, na których reprezentacja Czechosłowacji U-18 zdobyła wicemistrzostwo Europy U-18. Obecnie jest trenerem bramkarzy w klubie juniorskim Hvězda Praga oraz wraz z Lukášem Mensatorem prowadzi Międzynarodową Akademię Hokeja na Lodzie.

## Sukcesy
Sparta Praga
- Wicemistrzostwo Czechosłowacji: 1974
- 3. miejsce w ekstralidze czechosłowackiej: 1977

Reprezentacja Czechosłowacji
- Mistrzostwo świata: 1972, 1976, 1977
- Wicemistrzostwo świata: 1966, 1971, 1974, 1975, 1978
- 3. miejsce na mistrzostwach świata: 1973
- Wicemistrzostwo olimpijskie: 1976
- Brązowy medal zimowych igrzysk olimpijskich: 1972
- 2. miejsce w Canada Cup: 1976

Indywidualne
- Najlepszy bramkarz mistrzostw świata: 1971, 1973, 1975, 1976, 1978
- Drużyna gwiazd mistrzostw świata: 1971, 1972, 1973, 1976, 1978
- Złoty Kij: 1974
- Członek Galerii Sławy IIHF: 1998
- Członek Galerii Sławy Czeskiego Hokeja na Lodzie: 2008

## Życie prywatne
Jiří Holeček ma syna Jiříego jr (ur. 1972), polityka, deputowanego do Izby Poselskiej z ramienia ANO 2011.